# Sarmi
Sarmi (nep. सर्मी) – gaun wikas samiti w zachodniej części Nepalu w strefie Karnali w dystrykcie Dolpa. Według nepalskiego spisu powszechnego z 2001 roku liczył on 330 gospodarstw domowych i 1652 mieszkańców (799 kobiet i 853 mężczyzn).